# 陈枚

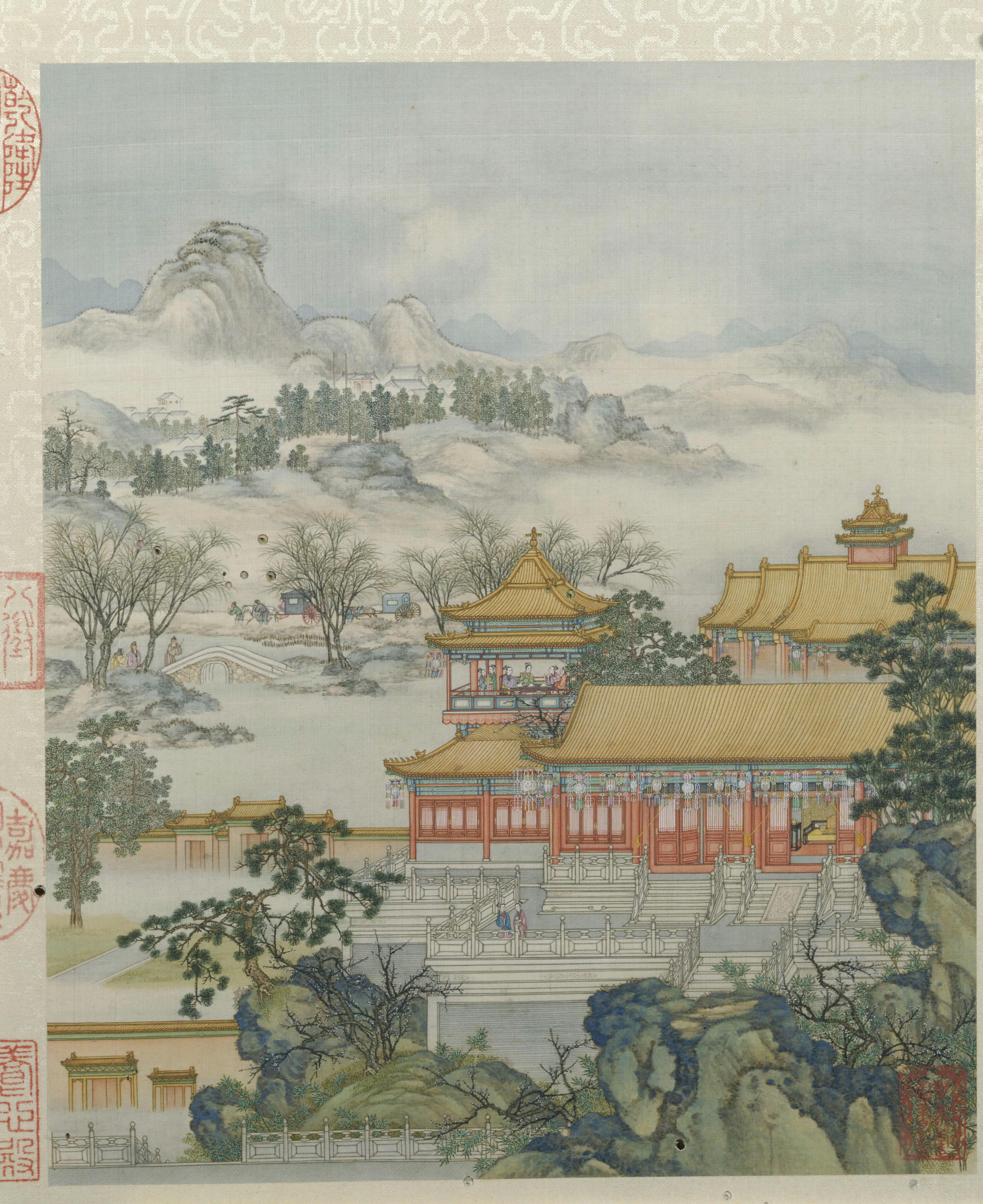
陈枚绘《山水楼阁图》（北京故宫博物院藏）

陳枚（?—?），字載東，號殿掄。婁縣（今上海松江）人。
清初畫家，初學宋人，折衷明人唐寅，還師從焦秉贞，習得西洋透視畫法。康熙時供奉內廷，官內務府員外郎。乾隆五年，与六家合作《庆丰图》卷，九年与孙祐合作《丹台春晓图》卷，皆著录于《石渠宝笈》。